# 大陆对台贸易壁垒调查
大陆对台贸易壁垒调查或称对台贸易壁垒调查是中华人民共和国商务部自2023年4月12日起，就臺灣地區（中華民國）对大陆贸易限制措施进行的貿易壁壘调查。8月17日，发布初步调查结果。12月15日发布公告，宣布最终调查结果。认定中華民國政府对中国大陆地区的贸易限制措施存在《对外贸易壁垒调查规则》第三条所规定的情形，构成贸易壁垒:22。
这是中華人民共和國政府首次对臺灣地區进行贸易壁垒调查。时值2024年中華民國總統選舉和立法委員選舉前夕，中華民國政府主责本次事件的机构——行政院經貿談判辦公室和大陸委員會在调查期间，既认定调查是出于政治動機，企图干涉2024年中華民國總統選舉和立法委員選舉。最终调查结果宣布后，行政院經貿談判辦公室认定调查是出于政治动机，目的是通过经济胁迫干涉选举，“絕不接受中方貿易壁壘調查結果，並呼籲中方立即停止政治操弄”。陸委會警告“中共如一再企圖介選，終將自食惡果。”

## 背景
进入2000年代后，臺灣地區与中国大陆贸易高度相关，长期享有贸易顺差。中華民國經濟部國際貿易署提供的、2023年1月至11月財政部關務署统计数据中，臺灣向中国大陆（含香港）出口共计1388.9亿美元，占台湾贸易出口比重为35.4%。台湾从中国大陆（含香港）进口660.4亿美元，占比20.4%。其中，向中国大陆出口874.5亿美元，占比22.3%，进口646.7亿美元，占比20%。向香港出口514.4亿美元，占比13.1%，进口13.8亿美元，占比0.4%。
中国大陆与臺灣地區先后在2001年、2002年加入世界贸易组织，根据相关文件，双方应符合“最惠国待遇”与普遍性的原则，不得对会员有歧视性待遇。马英九执政时期，为发展臺灣經濟，于2009年提出《海峽兩岸經濟合作架構協議》（ECFA）。
2013年6月，在上海举行的兩岸兩會第九次高層會談签定《海峽兩岸服務貿易協議》（CSSTA）。该贸易协议定性为，推动两岸经济关系正常化、制度化及貿易自由化。次年，《海峽兩岸服務貿易協議》在台湾审议时引发政治争议和太陽花學運，故搁置至今。另一方面，中華民國政府多年来根据《臺灣地區與大陸地區貿易許可辦法》，对中国大陆进口产品采取非关税贸易障碍，至今准许9835项中国大陆农工产品进口，尚未开放的农工产品有2000多项。有资料显示，2002年大陆产品可进口台湾的比率为75%。到2020年代，比率仍不足80%。台湾对欧美国家的开放比率为97%。

## 调查期间

### 2023年3月至7月
2023年3月17日，中华人民共和国商务部收到中国食品土畜进出口商会、中国五矿化工进出口商会和中国纺织品进出口商会正式提交的贸易壁垒调查申请书，请求就台湾地区对大陆贸易限制措施进行贸易壁垒调查，以维护相关产业和企业合法权益:2。
4月12日，中华人民共和国商务部网站发布:3，商务部公告2023年第11号，决定自2023年4月12日起就台湾地区对大陆贸易限制措施进行贸易壁垒调查。同一日，中华人民共和国商务部根据《对外贸易壁垒调查规则》第十四条规定，通过中国常驻世界贸易组织代表团书面通知“台湾、澎湖、金门、马祖单独关税区驻世贸组织代表团”，提供了立案公告和申请书（公开文本）的查询方式。同时通知申请人:2。本次调查应在10月12日前结束，特殊情况下可延长至2024年1月12日。
4月12日傍晚，中共中央台湾工作办公室发言人朱凤莲表示，台湾当局长期以来对大陆2400多项产品输入台湾采取单方面限制措施，对大陆相关产业和企业利益造成损害，因此进行该项调查，结果将适时公布。
由于4月12日是民進黨提名党主席、时任中華民國副總統賴清德参加2024年中華民國總統選舉之日，故“这一时机被指政治意味浓”。“而[最终可延长的]调查期限正好落在台湾总统大选的前一天”。
4月17日，中華民國經濟部部長王美花对媒体证实，中国首次透过世界贸易组织对台湾启动贸易壁垒调查。政府已启动跨部会讨论，由行政院經貿談判辦公室主责。此前，王表示愿在“不设前提下”与对岸共同磋商协调。
6月19日，中华人民共和国商务部贸易救济局发布通知，邀请包括台湾地区商协会和企业在内，与本调查相关的生产商、出口商、进口商、下游用户、商协会等利害关系方基于自愿自主的原则填答问卷或提交评论意见。向岛内相关的11家商协会和30家企业邮寄了有关调查问卷。
7月11日，中共中央台湾工作办公室发言人陈斌华答记者问时称，目前有关调查工作正在有序推进中。他表示，我们欢迎台湾相关商协会和企业参与本次调查，反映观点立场、维护企业利益。

### 8月初步调查进展
2023年8月17日，中华人民共和国商务部举行例行新闻发布会，《中国日报》记者问及调查进展。商务部新闻发言人束珏婷回答，“初步调查显示，台湾地区对大陆贸易限制措施涉嫌违反世贸组织关于‘非歧视原则’‘普遍取消数量限制原则’等规则。大陆在世贸组织历次对台贸易政策审议中均明确表达了关注，敦促台方切实履行世贸承诺，但台方至今未改变相关做法。同时，台湾地区禁止进口大陆的产品范围近年来总体呈现扩大趋势，本次调查涉及产品已从立案时的2455项调整至目前的2509项。受台贸易限制措施影响，大陆石化、纺织、机电设备、汽车等多个类别的产品以及许多物美价廉的农产品和民生必需品无法对台出口，对相关出口企业利益造成负面影响。参与调查的企业和商协会呼吁台湾地区尽快取消对大陆的贸易限制措施。”
8月18日，中共中央台湾工作办公室发言人朱凤莲答记者问时表示，根据对台贸易壁垒调查初步调查结果，台湾地区对大陆采取贸易限制措施，不符合ECFA关于推动两岸经济关系正常化、制度化及自由化的要求，违反ECFA有关“逐步减少或取消双方之间实质多数货物贸易的关税和非关税壁垒”条款。我们支持相关主管部门将结合贸易壁垒调查情况，依据有关规定研究采取相应的措施。

### 10月至12月
2023年10月9日，中华人民共和国商务部鉴于案件情况复杂，商务部公告2023年第35号，决定调查的期限延长三个月，调查截止日期为2024年1月12日。同一日，行政院經貿談判辦公室透過新聞稿表示，中华人民共和国商务部延长调查时间，再度證明中方所謂貿易調查是出於政治動機，而企圖以經濟脅迫干擾2024年中華民國總統選舉和立法委員選舉，更是違反WTO規範。
9日，大陸委員會回应指，中方對台灣產品貿然進行所謂的貿易壁壘調查，刻意捨棄WTO機制協商，完全是出於政治動機，尤其今天聲明將對台灣貿易壁壘調查期限延長3個月，亦即調查結束日為明年1月12日總統大選前一天，明顯與總統大選相關聯，坐實了陸委會之前的說法。北京當局應立即停止政治操作貿易爭端，不應將貿易措施政治化，並利用台灣民主社會的開放性，達到干擾台灣民主運作。
10月11日上午，中共中央台湾工作办公室举行例行新闻发布会，凤凰卫视记者问及，台湾方面称，大陆延后对台贸易调查日期至“选举”前一天，更加凸显出背后的政治动机。请问国台办有怎样的回应？发言人陈斌华回答，“民进党当局的说法不符事实，颠倒是非。民进党当局长期单方面大量限制大陆产品输入，这是客观事实。商务部宣布延长对台贸易壁垒调查期限，是根据有关规定和调查需要做出的决定，是正常程序。民进党当局借机进行政治操弄，煽动两岸对立，说明他们一心只图谋政治私利，罔顾岛内业者和民众的利益福祉。”
12月13日，中共中央台湾工作办公室举行例行新闻发布会，台湾《聯合報》记者提问：大陆对台贸易壁垒调查将于明年1月12日到期，询问台办能否透露目前调查的进展以及可能采取的措施？朱凤莲表示：据了解，大陆对台贸易壁垒调查正在有序进行，将依法依规公布最终调查结论。我们支持相关主管部门结合对台贸易壁垒调查最终调查结论、依据有关规定研究采取相应的措施。

### 12月最终调查结论
2023年12月15日，中华人民共和国商务部发布，商务部公告2023年第51号。根据调查结果和《对外贸易壁垒调查规则》第三十一条规定，中华人民共和国商务部认定，台湾地区对大陆贸易限制措施存在《对外贸易壁垒调查规则》第三条所规定的情形，构成貿易壁壘:22。
商务部公告2023年第51号附有一份24页的附件（或称调查报告）。其中，《台湾地区禁止进口大陆产品按税则章别统计表》共统计出96个中文章名，共计2509项产品:23—24。

## 后续
2023年12月15日，行政院經貿談判辦公室即发布新闻，称“中國對我片面進行貿易壁壘調查，並於今日（12月15日）宣布調查結果，顯已違反世界贸易组织（WTO）相關機制與規範，且完全不符合事實。我方絕不接受此等片面認定的結果，也呼籲中方立即停止相關的政治操弄[……]”，且两岸同属WTO会员，相关贸易问题均可依WTO机制与相关规范有效处理。若中方有诚意，双方随时可依循WTO机制启动协商，共同面对解决贸易的争端。中華民國經濟部也强调两岸同属WTO会员，相关贸易问题可循WTO规范及机制处理。中国先前即多次无预警暂停进口台湾农渔产品及食品，为因应对岸可能突发的各种政策风险，中華民國政府早已与业者沟通并推演可能影响，规划并启动强化分散市场、提升产品差异化能力等两大面向措施，协助受影响产业。
12月15日，中共中央台湾工作办公室发言人朱凤莲表示，本次调查事实清晰，证据确实充分，调查结论客观公正。民进党当局对大陆采取贸易限制措施，不符合《海峽兩岸經濟合作架構協議》（ECFA）关于推动两岸经济关系正常化、制度化及自由化的要求，违反ECFA有关“逐步减少或取消双方之间实质多数货物贸易的关税和非关税壁垒”条款，损害了大陆相关产业和企业利益，同时也损害了台湾消费者利益。支持相关主管部门结合对台贸易壁垒调查最终调查结论，依据相关规定研究采取相应的措施。
12月21日，行政院經貿談判辦公室副總談判代表楊珍妮針對調查結果在行政院院會進行回應報告，指出該份調查報告有四大不合理之處，並認為中國之作為係屬國際間認定之經濟脅迫，呼籲中方停止片面政治操弄，雙方應依WTO機制，隨時啟動協商解決。四大不合理之處分别是：首先，調查過程不公平、不公正、不公開、不透明，並不符合國際規範。其次，內容與事實不符。其次，中國片面認定我未履行WTO及ECFA義務，不符WTO規範。最後，調查影響評估數據誇大不實。
12月21日，陸委會发布新聞稿《陸委會警告：中共如一再企圖介選 終將自食惡果》。2024年1月13日是2024年中華民國總統選舉、2024年中華民國立法委員選舉投票日，“針對中共當局一再利用各種手段介選，試圖影響我國選民的投票行為，陸委會再度對中共當局提出嚴厲譴責，也奉勸中共當局早日覺醒，不要再耗費徒勞無效的手段，也不要再進一步傷害兩岸關係，這些都是損人不利己的作為。”

## 备注
1. 1 2  《对外贸易壁垒调查规则》第三条 外国（地区）政府采取或者支持的措施或者做法，存在下列情形之一的，视为贸易壁垒：（一）违反该国（地区）与我国共同缔结或者共同参加的经济贸易条约或者协定，或者未能履行与我国共同缔结或者共同参加的经济贸易条约或者协定规定的义务；（二）造成下列负面贸易影响之一：对我国产品或者服务进入该国（地区）市场或者第三国（地区）市场造成或者可能造成阻碍或者限制；对我国产品或者服务在该国（地区）市场或者第三国（地区）市场的竞争力造成或者可能造成损害；对该国（地区）或者第三国（地区）的产品或者服务向我国出口造成或者可能造成阻碍或者限制[17]。
2. ↑  《对外贸易壁垒调查规则》第十四条 商务部应当在发布立案公告后，将立案决定通知申请人、已知的出口经营者和进口经营者、被调查国（地区）政府以及其他利害关系方[17]。
3. ↑  《对外贸易壁垒调查规则》第三十一条 通过调查，商务部应就被调查的措施或者做法是否构成本规则第三条所称的贸易壁垒作出决定，并发布公告[17]。